# KK (співак)
Крішнакумар Куннатх (23 серпня 1968 , Делі  — 31 травня 2022 , Колката ), відомий як KK) — індійський закадровий виконавець. Він записав пісні кількома мовами, включаючи гінді, тамільську, телугу, каннада, малаялам, маратхі, орію, бенгальську, ассамську та гуджараті.
KK розпочав свою кар'єру, співаючи для рекламних джинглів, і дебютував у кіно з саундтреком індійського композитора Алла Ракха Рахмана . У 1999 році він випустив свій дебютний альбом під назвою Pal. Пісні «Pal» і «Yaaron» з альбому «Pal» стали дуже популярними і часто виконувалися на шкільних випускних. Записані в цей час пісні стали популярними: «Tadap Tadap Ke Is Dil Se» з Hum Dil De Chuke Sanam (1999), тамільською «Apadi Podu», «Dola Re Dola» з Devdas (2002), «Kya Mujhe Pyaar Hai» з Woh Lamhe… (2006), «Aankhon Mein Teri» з фільму Коли одного життя замало (2007), «Khuda Jane» з Bachna Ae Haseeno (2008), «Piya Aaye Na» з Aashiqui 2 (2013), «Mat Aazma Re» з «Вбивство 3» (2013), «India Wale» з «З Новим роком» (2014) і «Tu Jo Mila» з Баджрангі Бхайджана (2015). Співак мав шість номінацій Filmfare Awards та Filmfare Awards South.

## Життєпис
Народився в Делі 23 серпня 1968 року в сім'ї Малаялі, К. К. виховувався в Нью-Делі. Він заспівав 3500 джинглів, перш ніж увірватися в Боллівуд.
К. К. закінчив Делійську школу Маунт Сент-Мері та коледж Кірорі Мал Делійського університету. Він з'явився у пісні «Josh of India», випущеній на підтримку індійської національної команди з крикету під час Чемпіонату світу з крикету 1999 року.
К. К. одружився з Джіоті в 1991 році Його син Накул Крішна Куннатх заспівав разом із ним пісню «Masti» зі свого альбому «Humsafar». У К. К. також була донька.

## Творчість
Після закінчення коледжу Кірорі Мал Делійського університету торгівлі К. К. пропрацював шість місяців на посаді керівника з маркетингу. Через кілька років, у 1994 році, він переїхав до Мумбаї.

### Вокал і музичний стиль
К. К. вважав, що не важливо, щоб зовнішність співака була помітною — більш важливим є те, що «співака треба почути». KK ніколи не проходив формального навчання в музиці.

### Відтворення співу
У 1994 році він передав свій запис Луїсу Бенксу, Ранджиту Баро та Лесле Льюїсу Його запросили на UTV, де він дебютував джинглом для реклами Santogen Suiting. За чотири роки він заспівав понад 3500 джинглів 11 мовами. КК вважає Лесла Льюїса своїм наставником за те, що він дав йому перший джингл, який він заспівав у Мумбаї.
KK уперше виступив як співак із хітом індійського композитора Алла Ракха Рахмана «Kalluri Saaley» та «Hello Dr» з Kadhal Desam Кадіра, а потім «Strawberry Kannae» з музичного фільму AVM Productions Minsara Kanavu (1997). Він дебютував у Боллівуді з піснею «Tadap Tadap Ke Is Dil Se» з Hum Dil De Chuke Sanam (1999). Однак до цієї пісні він також виступив невелику частину пісні «Chhod Aaye Hum» з Maachis Гульзара (1996). KK вважав пісню «Tadap Tadap Ke Is Dil Se» поворотним моментом у своїй кар'єрі.

### Альбоми і телебачення

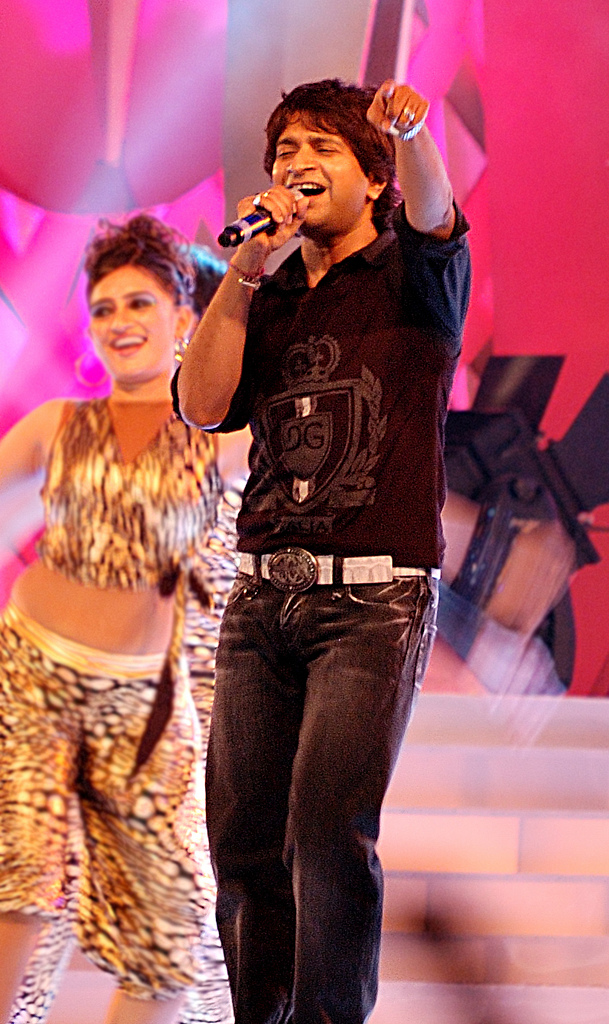
KK на концерті в 2009 році

У 1999 році Sony Music щойно була запущена в Індії і компанія обрала новим виконавцем саме KK. Завдяки співпраці він випустив свій дебютний сольний альбом під назвою «Pal» («Приятель»), у співпраці з композитором Леслом Льюїсом. Аранжуванням, композицією та сівпродюсуванням альбому займався Лесл Льюїс з дуету Colonial Cousins. Пісні «Aap Ki Dua», «Yaaron» та заголовна композиція «Pal» миттєво стали популярними серед молоді, а також піднялися в музичних чартах. Пісні «Pal» and «Yaaron» стали дуже популярними і часто виконувалися на шкільних випускних. Pal був першим альбомом, випущеним KK з лейблом Sony Music, за який він отримав нагороду Screen у номінації найкращий співак.
22 січня 2008 року KK випустив свій другий альбом Humsafar після восьми років перерви. Пісні «Aasman Ke», «Dekho Na», «Yeh Kahan Mil Gaye Hum» та «Rain Bhai Kaari (Maajhi)» стали найвідомішими піснями з цього альбому. Крім того, KK також заспівав англійську рок-баладу «Cineraria». Заголовна композиція « Humsafar» — це суміш англійської та гінді. Вісім пісень альбому Humsafar були написані KK. Інші дві пісні були взяті з його попереднього альбому Pal.
KK також співав багато пісень у телевізійних серіалах, таких як Just Mohabbat, Shaka Laka Boom Boom, Kuch Jhuki Si Palkein, Hip Hip Hurray, Kkavyanjali, Just Dance. Він також співав музичну пісню для нагороди Star Parivaar Awards 2010 разом із Шреєю Гхошал. К. К. також з'являвся на телебаченні. Його запросили членом журі на шоу талановитих Fame Gurukul.
KK також заспівав пісню під назвою « Tanha Chala» для пакистанського телешоу The Ghost, яке транслювалося на телеканалі Hum TV у 2008 році. Пісню написали Фаррукх Абід та Шоіаб Фаррух, а Моміна Дураїд стала авторкою слів.
KK брав участь у новітньому музичному заході MTV India Coke Studio. Там він заспівав один каввалі « Chadta Suraj» разом з Sabri Brothers і перекомпоновану версію свого вишуканого треку «Tu Aashiqui Hai» з фільму Jhankaar Beats. Він також з'явився в телешоу Surili Baat на каналі Aaj Tak. Він також виступав у Sony Mix TV Show та MTV Unplugged Season 3, який вийшов на MTV 11 січня 2014 року. KK також виступив на своєму концерті «Salaam Dubai 2014» у Дубаї в квітні 2014 року. Він також виступав з концертами в Гоа, Дубаї, Ченнаї та Гонконгу.
29 серпня 2015 року KK з'явився в телевізійному реаліті-шоу Indian Idol Junior Season 2. Через 10 років він з'явився у співочому реаліті-шоу як суддя та запрошений член журі.
13 вересня 2015 року KK з'явився в телешоу «Baaton Baaton Mein» на Sony Mix.

## Смерть
31 травня 2022 року KK виступив на коледжському фестивалі в аудиторії Nazrul Mancha в Південній Калькутті . Він скаржився на погане самопочуття невдовзі після виступу, повертаючись до готелю, де у нього сталася зупинка серця. Спроби реанімувати його в готелі не увінчалися успіхом, і згодом його доставили до лікарні, де після прибуття оголосили мертвим. Співак помер на 54-у році життя. 1 червня 2022 року поліція Калькутти розпочала слідство щодо неприродної смерті КК. Газета Deccan Herald назвала його «голосом кохання», повідомляючи про його смерть. За версією The Times of India , він був найрізноманітнішим співаком у музичній індустрії Боллівуду. Газета The Hindu зазначала: «До кінця він залишався відданим виступам у концертному залі і буде згадуватися як співак, який став голосом серця».

## Альбоми
| Рік      | Альбом(и)                 | Музичний керівник |
| Соло     | Соло                      | Соло              |
| -------- | ------------------------- | ----------------- |
| 1999 рік | «Pal»                     | Лесл Льюїс        |
| 2008 рік | «Humsafar»                | KK                |
| Збірники |                           |                   |
| 2002 рік | «Humsafar»                | Хімеш Решаммія    |
| 2011 рік | «Soulful Voice KK»        | Різні             |
| 2014 рік | #Now Playing: KK Hits     | Різні             |
| 2013 рік | KK: Best Of Me            | Різні             |
| 2015 рік | Musical Bond: Pritam & KK | Прітам Чакраборті |

## Нагороди та відзнаки

### Боллівуд
| Filmfare Awards   |                           |                                                  |           |
| 2000              | Best Male Playback Singer | «Tadap Tadap» (Hum Dil De Chuke Sanam)           | Номінація |
| 2003              | Best Male Playback Singer | «Bardaasht Nahi Kar Sakta» (Humraaz)             | Номінація |
| 2006              | Best Male Playback Singer | «Dus Bahane» (Dus)                               | Номінація |
| 2008              | Best Male Playback Singer | «Aankhon Mein Teri» (Коли одного життя замало)   | Номінація |
| 2009              | Best Male Playback Singer | «Zara Sa» (Jannat)                               | Номінація |
| 2009              | Best Male Playback Singer | «Khuda Jane» (Bachna Ae Haseeno)                 | Номінація |
| Screen Awards     |                           |                                                  |           |
| 2007              | Найкращий співак          | «Tu Hi Meri Shab Hai» (Gangster)                 | Номінація |
| 2009              | Найкращий співак          | «Khuda Jaane» (Bachna Ae Haseeno)                | Перемога  |
| Zee Cine Awards   |                           |                                                  |           |
| 2007              | Найкращий співак          | «Tu Hi Meri Shab Hai» (Gangster)                 | Номінація |
| 2011              | Найкращий співак          | «Zindagi Do Pal KI» (Kites)                      | Номінація |
| IIFA Awards       |                           |                                                  |           |
| 2000              | Найкращий співак          | «Tadap Tadap» (Hum Dil De Chuke Sanam)           | Номінація |
| 2004              | Найкращий співак          | «Tu Aashiqui Hai» (Jhankaar Beats)               | Номінація |
| 2006              | Найкращий співак          | «Dus Bahane» (Dus)                               | Номінація |
| 2007              | Найкращий співак          | «Tu Hi Meri Shab Hai» (Gangster)                 | Номінація |
| 2008              | Найкращий співак          | «Aankhon Mein Teri» (Коли одного життя замало)   | Номінація |
| 2009              | Найкращий співак          | «Khuda Jaane» (Bachna Ae Haseeno)                | Номінація |
| Guild Film Awards |                           |                                                  |           |
| 2008              | Найкращий співак          | «Aankhon Mein Teri» (Коли одного життя замало]]) | Номінація |
| 2009              | Найкращий співак          | «Khuda Jane» (Bachna Ae Haseeno)                 | Номінація |
| 2011              | Найкращий співак          | «Sajde» (Khatta Meetha)                          | Номінація |
| GiMA Awards       |                           |                                                  |           |
| 2011              | Найкращий співак          | «Zindagi Do Pal Ki» (Kites)                      | Номінація |